# أنتونيو دا سيلفا ليتي
أنتونيو دا سيلفا ليتي (بالفرنسية: António da Silva Leite)‏ (و. 1759 – 1833 م) هو ملحن، وعازف أرغن، وعازف قيثارة، وقائد اوركسترا موسيقية ‏، من البرتغال، ولد في بورتو، توفي في بورتو، عن عمر يناهز 74 عاماً.